# 1 Night in Paris
1 Night in Paris (alternative Titel: One Night in Paris, First Night in Paris und Paris Hilton Sex Tape) ist ein Amateurvideo, das aufgrund der Bekanntheit der Darstellerin nach der Veröffentlichung im Jahr 2004 professionell vertrieben wurde. Der Film zeigt Paris Hilton mit ihrem damaligen Freund Rick Salomon beim Geschlechtsverkehr und gegenseitigem Oralverkehr. Gedreht wurde der Film in einem Zimmer des Hotels Bellagio am Las Vegas Strip. Er entwickelte sich zwischenzeitlich, wohl aufgrund der Bekanntheit von Paris Hilton bzw. ihrer Familie, zu einem der bekanntesten pornographischen Filme und wurde 2006 auch im deutschen Fernsehen im Erotikprogramm von Premiere ausgestrahlt.

## Hintergrund
Das teilweise mit einer statischen Hi8-Handycam gefilmte Amateurvideo wurde dem Vernehmen nach im Jahr 2003 aufgenommen und nach Rick Salomons Trennung von Paris Hilton von ihm selbst im Internet veröffentlicht und zum Herunterladen angeboten. Durch das darauf folgende, große Medienecho entschloss sich Rick Salomon jedoch, das Video unter dem Namen 1 Night in Paris auf DVD herauszugeben. Während die Aufnahmen im Internet zum Teil einen starken Grünstich hatten, da ein Großteil der Produktion in einem abgedunkelten Zimmer aufgenommen worden war, filterte man diesen für die DVD heraus und erhielt dadurch relativ gute Schwarz-Weiß-Bilder.
Paris Hilton bzw. ihre Familie versuchten zunächst erfolglos, rechtlich gegen die Verbreitung im Internet und auch gegen den Verkauf der DVD vorzugehen. Später verklagte Paris Hilton Rick Salomon auf Schadensersatz für die Veröffentlichung der DVD und erhielt eine Entschädigung von $400.000 sowie eine Beteiligung an den Einnahmen zugesprochen.
Paris Hilton konnte auch vom Presserummel um die Angelegenheit profitieren: Ihre Popularität und die Quoten ihrer Reality Soap The Simple Life schnellten in die Höhe. Paris Hilton gelangte im Zusammenhang mit dem Film 2005 erneut in die Schlagzeilen, als sie sich über seinen Verkauf und Werbung in einem Geschäft in West Hollywood ärgerte und dort randalierte sowie eine DVD des Films stahl.
Einige Filmszenen, wie beispielsweise die Szene, in der Paris Hilton während des Aktes das Bett verlässt, um zu ihrem klingelnden Mobiltelefon zu gelangen, wurden populärer Gegenstand von Parodien.
Im Jahr 2021 gestand Paris Hilton, dass sie nach wie vor unter den Folgen des Sextapes leide, das ihr Ex-Freund gegen ihren Willen veröffentlichte. Die Erlebnisse damals hätten bei ihr zu einer Posttraumatischen Belastungsstörung geführt.

## Auszeichnungen
- 2005: Drei AVN Awards – Best Selling Title of the Year, Best Renting Title of the Year und Best Overall Marketing Campaign
- 2008: F.A.M.E. Award – Favorite Celebrity Sex Tape[10]